# عمارت فرنگی
عمارت فرنگی یک مجموعه تلویزیونی تاریخی به کارگردانی محمدرضا ورزی و تهیه‌کنندگی علی لدنی محصول سال ۱۳۸۸ که از شبکه دوم سیما در ۱۵ قسمت پخش شد.

## داستان
خط اصلی داستان سریال عمارت فرنگی، اتفاقات دوران سلطنت رضاشاه را از سال ۱۲۹۶ تا ۱۳۲۰ روایت می‌کند.
داستان با امضای قرارداد ۱۹۱۹ آغاز می‌شود که وثوق‌الدوله آن را به سرانجام می‌رساند، اما سید حسن مدرس به شدت با آن مخالفت می‌کند و این مخالفت باعث به وجود آمدن موجی از اعتراض‌هایی می‌شود، اعتراضاتی که وثوق‌الدوله را وادار به لغو قرارداد می‌کند.

## بازیگران
- سعید نیک‌پور در نقش محمدعلی فروغی
- احمد نجفی در نقش رضاشاه پهلوی
- محمد مطیع در نقش اردشیر ریپورتر
- حسین محجوب در نقش سید حسن مدرس
- محمد ابهری در نقش احمد قوام السلطنه
- سپیده گلچین در نقش حمیرا
- حسین نورعلی در نقش محمدرضاشاه پهلوی
- چنگیز وثوقی در نقش عبدالحسین تیمورتاش
- میرطاهر مظلومی در نقش  احمدشاه قاجار و احمد متین دفتری
- خسرو فرخزادی در نقش سرپاس مختاری
- اتابک نادری در نقش حسین فردوست
- منوچهر زنده دل در نقش علی اکبر اسدی
- صنم نکواقبال در نقش فریماه فروغی
- لیلا موسوی در نقش همسر احمدشاه
- محمد صادقی در نقش میرزا کوچک جنگلی
- رزیتا غفاری در نقش جواهر
- فریده دریامج در نقش ملکه تاج الملوک آیرملو
- مسعود عجمی در نقش میرزاده عشقی
- ناصر خاوری در نقش ژنرال آیرن ساید

## عوامل تولید
- کارگردان: محمد رضا ورزی
- تهیه‌کننده: علی لدنی
- نویسنده: محمد رضا ورزی
- تصویربردار: مجتبی رحیمی
- طراح صحنه و دکور: سهیل میرسپاسی
- طراح گریم: شهرام خلج
- طراح لباس: رؤیا ابراهیمی
- صدابردار: مهران ملکوتی
- تدوین: یلدا جبلی
- طراحی و ترکیب صدا:سیدمحمد کشفی
- برنامه‌ریز: محسن صادقی‌نسب
- مدیرتولید:سیدمهدی افتخاری